# Odynerus iactans
Odynerus iactans är en stekelart som beskrevs av Giordani Soika. Odynerus iactans ingår i släktet lergetingar, och familjen Eumenidae. Inga underarter finns listade i Catalogue of Life.